# 邓小平传 (伊文思)
《邓小平传》（英語：Deng Xiaoping and the Making of Modern China）是理查德·伊文思爵士记录邓小平作为中华人民共和国领导人的崛起的传记。该书于1993年由汉密尔顿公司在英国初版，同年維京出版社在美国推出本书。本书为伊文思的处女作。伊文思1984年至1988年任英国驻华大使。为了进行研究，经中国官方批准，埃文斯采访了几位中国政府官员。本书问世后，一批关于邓小平的图书以中文与英文相继出版。本书在中国大陆出版时，“对第十四、十五章个别地方做了些删节”，并勘正了部分史实谬误。

## 主要内容
《澳洲政治和歷史期刊》书评作者格伦·詹宁斯写道，本书“清晰地记录了邓小平的一生，是一本通俗易懂的介绍中共和中华人民共和国的书”。《当代历史》的A.P. 评价本书“几乎完全从政党政治的角度密切关注”邓小平的职业生涯。本书以官方的邓小平传记、对党史学家的采访、二手来源，及邓小平著作的英译本为来源。安·肯特在《澳大利亚展望》上写道，这本书“叙述了邓小平政治生涯的跌宕起伏，而不是探究性的描绘或人物研究”。她认为，邓小平在书中的主要形象是“‘黑猫白猫’的实用主义者，意识形态不定，最终通过纯粹的环境力量和政治智慧成功地重新确立了自己的权力，并改变了中国的整个政治方向”。A.P.写道本作“[离]邓的私生活依然遥远”，故伊文思对邓的童年“知之甚少”，如不言及其政治经历，伊文思“总是碰壁，只能低声下气地列举一些相当平庸的细节”。
本书包含中国共产党发展史及关于邓的信息。彼得·R·穆迪为《美国政治社科学院年鉴》撰文称“有很长一段党史比邓的信息多得多”。玛格丽特·弗拉纳根为《书单》撰文称“由于邓小平的一生与中国现代史的进程如出一辙，这部编年史也为理解二十世纪中国复杂的历史提供了蓝图”。另据穆迪称，本书的结论是，邓“经济上务实，政治上压制”。肯特发文指出，本书后记“为邓的功过做了平衡表”。
为该书受到感谢的人士包括钱其琛及其他中央研究部成员（包括邓小平研究组的领导人员）。
A.P.的结论是伊文思对邓的“尊重”是“显而易见的”。詹宁斯认为，该书“对邓职业生涯的评价整体积极”。他认为作者“支持邓小平强调改革开放的首要地位”，且他“倾向于淡化那些有可能玷污邓小平作为政治实用主义者和坚定的经济改革者的整体声誉的负面问题”。米尔斯基认为，该书对来自共产党方面的信息有一种“信任的特质”。

## 反响
《中国季刊》的迪克·威尔森于1994年称，此书“就目前而言，这可能是推荐有关中国最高领导人的最佳书籍”。《图书馆杂志》的马克·孟称此书“研究透彻，见解深刻”，并“向各大图书馆强烈推荐此书”。《外交》的唐纳德· Zagoria表示此书“研究精湛，可读性强，对问题的评估极为审慎，在未来数年内都将是一本可靠而有价值的指南。”。《书单》的玛格丽特·弗拉纳根称此书是“亚洲研究丛书的强烈推荐”。
纽时书评的贝丝·达夫·布朗称“本书时间跨度长，内幕趣闻少，除了他到底是谁，你想知道的关于邓小平的一切尽在其中”。《新政治家》的西蒙·芬奇称，“本书可暂时取代官定的邓小平传记。然而，在另一部著作开始全面衡量这位身材矮小、影响深远的老人的意义之前，尚需‘一大飞越’”。彼得·R穆迪为《美国政治社科学院年鉴》撰文称，作者“文笔清晰，准确，且富有洞察力，但并未在先人基础上添油加醋”。穆迪得出的结论是：“对于普通读者，对于那些对历史或公共事务感兴趣、希望对当代中国及其领导人有一个平衡的概述的人来说，这本文笔优美的研究报告可能是有用的。”
《中国杂志》的本杰明·杨称，本书“质量一般”，并认为“将其视为‘四十年来研究现代中国的最佳著作’（《亚洲时报》）或认为其提供‘您想知道的一切有关邓的信息’（《纽约时报》），与之认为是书籍质量问题，不如说是评论者的问题”。《远东经济评论》的路易丝·罗萨里奥称，“与《新皇帝》相比，《邓小平与现代中国的形成》显得苍白无力”，“本书似乎是匆忙写就的”。《经济学人》表示，由于邓小平仍统治中国，因此撰写邓小平传记有很大的难度，尽管作者“文笔流畅，并提供了一些有用的简明摘要”，但他“对理解其主题的复杂性贡献甚微”，“对我们已经了解的内容补充甚少”。
安·肯特为《澳洲展望》撰文称，本书“内容丰富，可读性强，但引用资料不足”。她认为，虽然这是一本“介绍邓小平活动的实用指南”，但由于伊文思在中国的经历，这本书只是“邓小平生活的‘洁本’，部分或可能是这样”。肯特写到，本书未解释邓小平在毛泽东逝世后成为“最重要的政治人物”的原因，既没有调和关于邓是“无情的煽动家”和“中国头号自由派改革家”观点，也没有使用一二手来源记载邓在文化大革命期间和周恩来死后的生活，有关邓小平生平的争议也未有阐明。穆迪写道，本书“人物细节”的欠缺是一大败笔，尽管作者不是专业学者，“尚不至于指斥本作缺乏学问”，但他认为其未有效利用其“实地经验”。穆迪称伊文思和《新皇帝》的作者哈里森·索尔兹伯里相比，虽然“使用了相似的来源”，但“伊文思似乎缺乏索尔兹伯里那样的嗅觉，无法捕捉到好奇者想知道的肮脏细节”。
《环球邮报》的蒂姆·沃德认为，此书“体现了平和的品质---中华传统文化的最高美德之一”，虽然存在批评，但“冷静的平衡感”将获得邓小平的认可。